# Малні
Малні (словен. Malni) — поселення в общині Блоке, Регіон Нотрансько-крашка, Словенія. Висота над рівнем моря: 704,4 м.